# Geraz do Lima e Deão
Geraz do Lima e Deão (oficialmente: União das Freguesias de Geraz do Lima (Santa Maria, Santa Leocádia e Moreira) e Deão) é uma freguesia portuguesa do município de Viana do Castelo, com 19,18 km² de 
área e 3044 habitantes (censo de 2021). A sua densidade populacional é 158,7 hab./km².

## História
Foi constituída em 2013, no âmbito de uma reforma administrativa nacional, pela agregação das antigas freguesias de Santa Maria de Geraz do Lima, Santa Leocádia de Geraz do Lima, Moreira de Geraz do Lima e Deão com sede em Geraz do Lima (Santa Maria).

## Demografia
A população registada nos censos foi:
| Ano  | 0-14 Anos | 15-24 Anos | 25-64 Anos | > 65 Anos |
| 2001 | 581       | 613        | 1707       | 602       |
| 2011 | 500       | 345        | 1758       | 736       |
| 2021 | 336       | 319        | 1561       | 828       |

À data da junção das freguesias, a população registada no censo anterior foi:
| Freguesia atual      | Freguesia atual  | Freguesia atual | Freguesias antigas              | Freguesias antigas | Freguesias antigas |
| Freguesia            | População (2011) | Área (km²)      | Freguesia                       | População(2011)    | Área(km²)          |
| -------------------- | ---------------- | --------------- | ------------------------------- | ------------------ | ------------------ |
| Geraz do Lima e Deão | 3339             | 19,18           | Santa Maria de Geraz do Lima    | 875                | 5,44               |
| Geraz do Lima e Deão | 3339             | 19,18           | Santa Leocádia de Geraz do Lima | 916                | 7,35               |
| Geraz do Lima e Deão | 3339             | 19,18           | Moreira de Geraz do Lima        | 597                | 4,03               |
| Geraz do Lima e Deão | 3339             | 19,18           | Deão                            | 951                | 2,36               |